# Майк Оумър
Майкъл Оумър (на иврит: מיכאל עומר) е израелски писател на произведения в жанра трилър, криминален роман, хорър и фентъзи. Пише под псевдонимите Майк Оумър (Mike Omer) и Алекс Ривърс (Alex Rivers).

## Биография и творчество
Майкъл Оумър е роден на 20 юни 1979 г. в Йерусалим, Израел, в семейство на психолози. Има 4 братя и сестри. Баща му Хаим Омер е професор по психология в университета в Тел Авив. Когато е 6-годишенq семейството се премества в Бостън за година за постдокторската степен на баща му и Майкъл усвоява добре английски език. По-късно семейството се завръща в Израел и се установява в Ход ХаШарон.
От малък той е запален читател на научна фантастика и фентъзи и сам опитва да пише. На 16 години, след като прочита „Пътеводител на галактическия стопаджия“ на Дъглас Адамс и поредицата „Светът на диска“ на Тери Пратчет, пише първия си ръкопис. Романът му „Географията на края на света“ е публикуван през 1995 г.
След завършване на гимназията отбива задължителната военна служба в Израел, служейки 3 години в артилерийски корпус. Докато е на военна служба, е публикуван през 1999 г. вторият му роман, комичното фентъзи „Нападението на патицата“.
След военната си служба в периода 2001 – 2005 г. следва Информатика в Израелския технологичен институт „Технион“ и получава бакалавърска степен. Заедно с това започва да пише социални коментари за израелското общество и култура. През 2009 г. стартира уебсайта за социална сатира Loof Columns, който поддържа няколко години.
През 2011 г., заедно с Шахар Кобер и Зив Боцер, създава компанията Loadingames и разработва компютърната игра Misfortune, за която продължение на 2 години пише основния сюжет на играта, експериментирайки в изграждането на света и характеризирането, предоставяйки на геймърите множество пресичащи се сюжетни линии.
След положителните отзиви за играта, Омер пише епичната фентъзи поредица „Мистерията на Нароудейл“ в три части, като целта му е това да са интерактивни книги, в които читателите да бъдат насърчавани да посещават външни връзки, които разширяват вселената на романа, и да бъдат допълнени с късометражни филми. За целта той създава отделен сайт, в който главната героиня от романа публикува своя видеоблог. Първата книга от фентъзи поредицата, „Безсънни“, е издадена през 2014 г., а през 2015 г. става първата му книга издадена на английски език. Главната героиня, Ейми, е първокурсничка в гимназията в Нароудейл след преместване от Лос Анджелис. Всяка нощ сънува един и същ кошмар, и се събужда от пронизително свирене пред прозореца. Но един ден среща бездомен мъж, който ѝ разкрива тъмните тайни на градчето. Романът е успешен и е последван от две продължения.
В следващите години се насочва към жанра на криминалния роман и трилъра ползвайки псевдонима Майк Оумър. Първият му роман "Мрежата на паяка" (Spider's Web) от поредицата „Загадките на Гленмор Парк“ е публикуван през 2016 г. В него историята се развива в измисления съвременен град Гленмор Парк, разположен в Масачузетс. Детектив Мичъл Лони и неговият партньор разследват серийни убийства и трябва да намерят убиеца, преди още невинни жени да умрат, а в един момент ситуацията става твърде лична, когато са замесени близки хора. Романите от поредицата не са свързани с едни и същи герои, а по тематика.
Въз основа на второстепенната героиня, Зоуи Бентли, млада профайлърка от ФБР, пише следващата си книга, след като извършва проучвания по делата на истински серийни убийци (Джефри Дамър, Ричард Чейс, Тед Бънди) и книгите на профайлъри (като Робърт Реслер). Първият роман „Убийствен ум“ от поредицата „Загадките на Зоуи Бентли“ е издаден през 2018 г. Криминалната психоложка на ФБР и полицията в Чикаго, заедно с детектив Тейтъм Грей разследват три серийни убийства. Той предпочита действието, а тя методично следва уликите, за да се вмъкне в кожата на убиеца. Един ден тя получава три загадъчни пакета, от които тя разбира, че е станала цел на престъпника. Романите стават бестселъри №1 в списъка на „Ню Йорк Таймс“. През 2022 г. във основа на романа „Убийствен ум“ е създаден руският сериал „Внутри убийцы“ с участието на Анастасия Евграфова и Тихон Жизневски. Действието на сериала е пренесено в Санкт Петербург, а главната героиня е с фамилия Волгина.
Следва поредицата му трилъри „Аби Мълън“. Главна героиня в нея е лейтенант Аби Мълън, преговаряща в кризи със заложници за полицията в Ню Йорк. В първата книга от поредицата тя помага на бивш заложник, чийто син е отвлечен за откуп.
Независимо от успеха на поредиците трилъри, след среща с писателското дуо Кристин и Ник Крауфорд, решава да пише отново във фентъзи жанра. Заедно пишат поредицата „Тъмните феи на ФБР“. Историята е за профайлър от ФБР, който преследва сериен убиец от феите. За да се избегне объркването на читателите между неговите криминални трилъри и новите му книги за градско фентъзи използва псевдонима Алекс Ривърс.
Под новия си псевдоним пише и поредицата „Илиастър Кристъл“, в която историята е за дейността на съвременен алхимик, живеещ в Бостън.
Майкъл Оумър живее със семейството си в Ход ХаШарон.

## Произведения

### Като Майкъл Оумър

#### Самостоятелни романи
- The Geography of the End of the World (1995)[2]
- The Duck Attack (1999)

#### Поредица „Мистерията на Нароудейл“ (Narrowdale Mystery)
1. Sleepless (2014)[2][7]
2. Moth to a Flame (2015)
3. The Buzzing (2015)

### Като Майк Оумър

#### Поредица „Загадките на Гленмор Парк“ (Glenmore Park Mystery)
1. Spider's Web (2016)[1][2][3]
2. Deadly Web (2016)
3. Web of Fear (2016)
4. A Death Not Foretold (2017)

#### Поредица „Загадките на Зоуи Бентли“ (Zoe Bentley Mystery)
1. A Killer's Mind (2018)[1][2][3]
Убийствен ум, изд.: ИК „Милениум“, София (2021), прев. Теодора Давидова
2. In the Darkness (2019)
Смъртоносен мрак, изд.: ИК „Милениум“, София (2021), прев. Александър Маринов – Санчо
3. Thicker than Blood (2020)
С вкус на кръв, изд.: ИК „Милениум“, София (2022), прев. Александър Маринов – Санчо

#### Поредица „Аби Мълън“ (Abby Mullen)
1. A Deadly Influence (2021)[1][2][3]
Опасно влияние, изд.: ИК „Милениум“, София (2022), прев. Александър Маринов-Санчо
2. Damaged Intentions (2022)
С добри намерения, изд.: ИК „Милениум“, София (2024), прев. Александър Маринов-Санчо
3. A Burning Obsession (2022)

### Като Алекс Ривърс

#### Поредица „Тъмните феи на ФБР“ (Dark Fae FBI) – със С. Е. Крауфорд
1. Agent of Enchantment (2017)[1][2][3]
2. Agent of Chaos (2017)
3. Agent of Darkness (2017)
4. Agent of the Fae (2017)

#### Поредица „Илиастър Кристъл“ (Yliaster Crystal)
1. Stolen Soul (2018)[1] [2]
2. Hunter's Soul (2018)
3. A Soul Unchained (2020)